# Мгеладзе Акакій Іванович
Ака́кій Іва́нович Мгела́дзе (груз. აკაკი მგელაძე, 1910, село Мелекедурі, Озургетський повіт, Кутаїська губернія, Російська імперія, тепер Озургетський муніципалітет, Грузія — 1980, місто Махарадзе (тепер Озургеті), Грузинська РСР, СРСР) — радянський партійний діяч, перший секретар ЦК КП Грузинської РСР. Член Президії ЦВК Грузинської РСР. Член ЦК КПРС у 1952—1953 роках. Депутат Верховної ради СРСР 2—3-го скликань.

## Життєпис
Народився в малоземельній селянській родині, батько працював шевцем. Незабаром після народження Акакія родина переїхала до міста Гудаути (Абхазія). Разом із батьками працював у сільськогосподарській артілі «Червона Грузія». Член ВЛКСМ з 1927 року. У 1930 році закінчив Гудаутську середню школу.
З травня 1930 року був завідувачем організаційного відділу Гудаутського районного комітету ЛКСМ Грузії, завідувачем масово-економічного відділу Абхазького обласного комітету ЛКСМ Грузії.
Член ВКП(б) з 1932 року.
З квітня 1932 по березень 1933 року — завідувач організаційного відділу, 2-й секретар Абхазького обласного комітету ЛКСМ Грузії.
У березні 1933 — січні 1935 року — 1-й секретар Абхазького обласного комітету ЛКСМ Грузії.
З січня 1935 по 17 вересня 1937 року — 1-й секретар ЦК ЛКСМ Грузії.
У серпні 1937—1938 роках — завідувач відділу студентської молоді та член Бюро ЦК ВЛКСМ у Москві. Восени 1938 року перебував під домашнім арештом.
У 1938—1942 роках — керуючий тресту «Грузнафта».
У 1942—1943 роках — військовий комісар управління тилу Закавказького фронту, старший батальйонний комісар, заступник начальника тилу Закавказького фронту у званні підполковника.
20 лютого 1943 — 8 грудня 1951 року — 1-й секретар Абхазького обласного комітету КП(б) Грузії та 1-й секретар Сухумського міського комітету КП(б) Грузії. У той період під його керівництвом було проведено роботу із забудови міста Сухумі.
У листопаді 1951 — квітні 1952 року — 1-й секретар Кутаїського обласного і міського комітетів КП(б) Грузії. З 1951 до 1953 — член Бюро ЦК КП(б) Грузії.
2 квітня 1952 — 14 квітня 1953 року — 1-й секретар ЦК КП Грузії. Член Військової ради Закавказького військового округу.
Мав доступ до секретаря ЦК КПРС Сталіна. Був противником першого заступника голови Ради міністрів СРСР, міністра внутрішніх справ і державної безпеки Лаврентія Берії (на особисте доручення Сталіна курував спрямовану проти Берії так звану «Мінгрельську справу»). У 1950-их роках планувалось його переведення на партійну роботу до Москви.
Майже одразу після смерті Сталіна постановою VIII-го пленуму ЦК КП Грузії Мгеладзе було усунуто з посади першого секретаря ЦК КП Грузії. Одночасно з цим, на підставі опитування, був виведений зі складу ЦК КПРС, а згодом виключений з лав партії та заарештований. Після арешту Лаврентія Берії звинувачення проти Мгеладзе було знято. Тоді ж його було відновлено в КПРС, проте він не був допущений до керівних посад.
З 1953 до 1973 року займав посаду директора Бебніського радгоспу-розплідника Кварельського району. Цей радгосп вважався у Грузинській РСР зразково-показовим господарством.
З 1973 до 1978 року керував трестом «Грузплодовоч», трестом овочево-молочних радгоспів Грузинської РСР, аграрно-промислово-торгового об'єднання Міністерства сільського господарства, був заступником міністра сільського господарства Грузинської РСР.
У різні часи був депутатом Верховної Ради СРСР, Грузинської РСР, Абхазької АРСР, Тбіліської та Сухумської міських рад.

## Нагороди
- два ордени Леніна (24.02.1941.)
- орден Вітчизняної війни I ст.
- орден Трудового Червоного Прапора
- орден Червоної Зірки
- два ордени «Знак Пошани»
- медаль «За оборону Кавказу»
- медаль «За перемогу над Німеччиною у Великій Вітчизняній війні 1941—1945 рр.»
- медаль «За доблесну працю у Великій Вітчизняній війні 1941—1945 рр.»
- золота медаль Виставки досягнень народного господарства СРСР
- срібна медаль Виставки досягнень народного господарства СРСР
- бронзова медаль Виставки досягнень народного господарства СРСР
- медалі

## Праці
- Доповідна записка секретаря ЦК Компартії Грузії А. Мгеладзе Й. Сталіну щодо проблем Абхазії [Архівовано 21 квітня 2014 у Wayback Machine.]
- Акакій Мгеладзе. Сталін. Яким я його знав. Сторінки близького минулого 380 с. 2001